# Ormetica orbana
Ormetica orbana là một loài bướm đêm thuộc phân họ Arctiinae, họ Erebidae.